# Mestersvig
Mestersvig ist eine grönländische Station und ehemalige Mine im Nordost-Grönland-Nationalpark.

## Lage
Mestersvig befindet sich am Südufer des Kong Oscar Fjords an einer Noret genannten Bucht. Etwa 205 km südlich liegt Ittoqqortoormiit als nächstgelegener ziviler Ort. Der Name der Station bezieht sich auf den rund 10 km südöstlich gelegenen Fjord Mesters Vig.

## Geschichte
1948 entdeckte Lauge Koch in der Gegend Blei- und Zinkvorkommen in Form von Galenit und Sphalerit mit 12 % Blei- und 10 % Zinkanteil. 1951 erhielt die Nordisk Mineselskab eine Lizenz für den Bergbau zwischen 70° und dem 74,5° N, einem etwa 500 km langen Küstenabschnitt zwischen Daneborg im Norden und Ittoqqortoormiit im Süden. 1952 wurde die Minengesellschaft in eine Aktiengesellschaft umgewandelt, die zu gut einem Viertel vom dänischen Staat finanziert wurde. Ein weiteres gutes Viertel waren private dänische Aktionäre, während knapp die Hälfte des Aktienkapitals aus Schweden und Kanada kam. Noch im selben Jahr wurde ein Flugplatz in Mestersvig angelegt und Untersuchungen vorgenommen, die ergaben, dass dort etwa 560.000 t abbaubares Erz lagen. 1956 begann man mit dem Abbau der Erzvorkommen. Bis 1962/63 wurden etwa 544.000 t Erz abgebaut und 58.000 Bleierz und 75.000 t Zinkerz exportiert. Aufgrund niedriger Marktpreise und hohen Produktionskosten standen am Ende 99 Mio. kr. Ausgaben nur 107 Mio. kr. Einnahmen gegenüber, als die Mine schließlich erschöpft war.
Trotz der Unwirtschaftlichkeit hatte die Minengesellschaft bereits 1955 begonnen, andere Vorkommen in der Umgebung zu untersuchen. In Kooperation mit der US-amerikanischen Minengesellschaft Amax wurde 1961/62 die Arktisk Minekompagni gegründet, die die Molybdänvorkommen abbauen sollte, deren Untersuchung 1962 abgeschlossen wurde. Wegen zu geringer Vorkommen, schwieriger Abbaubedingungen und instabiler Marktpreise wurden die Abbaupläne jedoch verworfen.
In der Zeit des Blei- und Zinkabbaus wurde das Erz über eine extra gebaute Straße zum Fjord zur Verschiffung transportiert. Der Abraum wurde einen Berghang hinunter gekippt, von wo ein großer Teil in den am Kong Oscar Fjord mündenden Fluss Tunnelelv rutschte. 1979 wurden vor Ort erstmals Umweltstudien durchgeführt, die hohe Konzentrationen an Zink- und Blei-Belastung der Sedimente am Grund des Flusses und des Fjords sowie im Wasser nachwiesen. Auch Flechten im Landesinneren und besonders Braunalgen zeigten eine hohe Schwermetallbelastung. Spuren fanden sich auch am Hafenkai der Bucht Nyhavn. Bei späteren Untersuchungen im Jahr 2001 fanden sich noch Ablagerungen in Muscheln, Algen und Groppen. Da sich Blei und Zink niemals auflösen, sondern nur immer weiter verteilen und vermischen können, wird noch für lange Zeit mit Belastungen gerechnet.
Die Landebahn (ICAO-Code: BGMV) in Mestersvig mit einer Länge von rund 1800 m wird immer noch betrieben und ist ein Teil des logistischen Netzwerks der Sirius-Schlittenpatrouille in Nordostgrönland. 1968 waren noch elf Personen auf dem Flugplatz beschäftigt, im 21. Jahrhundert nur noch zwei.